# 大錦大五郎
大錦大五郎（日语：／ Ōnishiki Daigorō，1883年3月22日—1943年5月16日），本名鳥井大五郎，日本愛知縣海部郡鍋田村（現愛知縣彌富市）出身的大相撲力士（京都相撲、大坂相撲）。第28代横綱。身高176公分，重113公斤。所属相撲部屋先是伊呂波部屋（京都）後移籍朝日山部屋（大坂）。

## 生涯
大錦大五郎生於愛知縣海部郡，闔於他出生日期有幾個不同說法。
他於1898年於京都開始專門相撲生涯，後專到大阪，在1906年2月昇至幕內級別。在1910年6月昇至大關，在1918年2月成為第28代横綱(第三位大阪相撲横綱)。晉升為橫綱的理由是因為他的尊嚴。他作為橫綱在八個場所比賽中進行了戰鬥，在1922年一月的場所退役。
引退後他在大阪經營茶館。